# 광고천재 이태백
《광고천재 이태백》은 2013년 2월 4일부터 2013년 3월 26일까지 KBS 2TV에서 방송된 16부작 월화 미니시리즈다.
한편, 본 드라마는 프로그램 기획 당시에, 당초 '광고천재 이순신'이란 타이틀로 가닥을 잡았지만, 같은 방송사 주말연속극 '최고다 이순신'과 이름(이순신)이 중복되는 관계로 '광고천재 이태백'이라는 타이틀로 최종 확정하였다.

## 줄거리
그림에 타고난 재능을 가진 통영시 출신 이태백이 지방대학 중퇴 출신의 학력을 딛고 서울에서 광고장이로 성공하는 비즈니스 드라마.

## 등장인물

### 주요 인물
- 진구 : 이태백 역 (아역 최규진) - 강철멘탈 시각화의 천재
- 박하선 : 백지윤 역 - 감성만점의 카피라이터
- 조현재 : 애디강 역 - 탁월한 전략가, 금산애드 강한철 대표의 외동아들
- 한채영 : 고아리 역 (아역 이새롬) - 미국 명문 광고 스쿨 출신의 금산애드 AE

### 그 외 인물
지라시(GRC) 사람들
- 고창석 : 마진가 역 - 별명 마징가, 본명 마진가. 광고의 달인으로 불리던 전설의 광고인
- 곽희성 : 마이찬 역 - 마진가의 외아들
- 조아영 : 공선혜 역 - 신세대 만능걸. 웹서핑과 포토샵의 달인
- 방대한 : 핫산 역 - 이주노동자계의 타짜. 일감을 찾아 한국에 온 방글라데시인

금산애드 사람들
- 최정우 : 강한철 역 - 금산 그룹 계열 광고대행사인 금산애드의 대표
- 홍지민 : 이은희 역 - 카피라이터 출신의 크리에이티브 디렉터로 금산애드 제작 2팀 팀장
- 신승환 : 신동훈 역 - 제작 2팀의 프로듀서
- 이정길 : 김종욱 역 - 제작 2팀의 아트 디렉터
- 양희윤 : 장민아 역 - 제작 2팀의 카피라이터
- 이해영 : 황 전무 역 - 금산그룹 황회장의 조카로 금산애드 전무

태백의 가족
- 한선화 : 이소란 역 - 태백의 동생. 나래이터 모델
- 정영숙 : 지관순 역 - 태백과 소란을 아빠와 엄마 대신 돌봐온 할머니

그 외 (특별 출연 포함)
- 유인영 : 한별 역
- 김준배 : 중국집 주인 역
- 장용 : 백회장 역 - BK 그룹의 총수
- 방은희 : 원미옥 역 - 지윤의 이모. 의류매장 사장
- 이대로 : 남사장 역 -사장
- 이대연 : 최사장 역
- 강성진 : 안진욱 역
- 솔비 : 황예리 역
- 왕석현 : 김하랑 역
- 심형탁 : 안대표 역 - 영원가구 안대표
- 류성훈 : 떡대보스 역

## 시청률
최저 시청률과 최고 시청률은 시청률 조사회사와 지역별로 시청률에 차이가 있을 수 있습니다.
| 2013년 | 2013년   | 2013년         | 2013년       | 2013년         | 2013년       |
| 회차   | 방송일   | TNmS 시청률    | TNmS 시청률  | AGB 시청률     | AGB 시청률   |
| 회차   | 방송일   | 대한민국(전국) | 서울(수도권) | 대한민국(전국) | 서울(수도권) |
| ------ | -------- | -------------- | ------------ | -------------- | ------------ |
| 제1회  | 2월 4일  | 5.2%           | 6.0%         | 4.3%           | 4.3%         |
| 제2회  | 2월 5일  | 5.1%           | 5.3%         | 4.4%           | 5.0%         |
| 제3회  | 2월 11일 | 4.8%           | 5.7%         | 4.4%           | 5.4%         |
| 제4회  | 2월 12일 | 5.3%           | 5.4%         | 4.4%           | 4.8%         |
| 제5회  | 2월 18일 | 5.3%           | 6.2%         | 4.0%           | 4.7%         |
| 제6회  | 2월 19일 | 5.4%           | 5.8%         | 3.9%           | 4.0%         |
| 제7회  | 2월 25일 | 4.1%           | 4.8%         | 4.3%           | 5.3%         |
| 제8회  | 2월 26일 | 4.4%           | 4.9%         | 4.0%           | 4.6%         |
| 제9회  | 3월 4일  | 3.9%           | 4.3%         | 3.5%           | 4.0%         |
| 제10회 | 3월 5일  | 4.0%           | 5.0%         | 4.2%           | 5.2%         |
| 제11회 | 3월 11일 | 4.4%           | 4.5%         | 3.5%           | 3.9%         |
| 제12회 | 3월 12일 | 4.1%           | 5.1%         | 3.5%           | 4.0%         |
| 제13회 | 3월 18일 | 3.9%           | 4.0%         | 3.8%           | 4.4%         |
| 제14회 | 3월 19일 | 4.0%           | 5.0%         | 3.7%           | 4.3%         |
| 제15회 | 3월 25일 | 3.8%           | 4.5%         | 3.6%           | 4.1%         |
| 제16회 | 3월 26일 | 5.5%           | 5.7%         | 6.3%           | 6.7%         |

## 사운드 트랙

### Part.1
| #  | 제목                          | 작사            | 작곡            | 재생 시간 |
| -- | ----------------------------- | --------------- | --------------- | --------- |
| 1. | 〈Just A Man In Love〉 (톡식) | 구와타 게이스케 | 구와타 게이스케 | 3:41      |

### Part.2
| #  | 제목                       | 작사   | 작곡   | {{{기타정보}}} | 재생 시간 |
| -- | -------------------------- | ------ | ------ | -------------- | --------- |
| 1. | 〈사랑오후〉 (어반 자카파) | 김유경 | 오준성 |                | 3:56      |
| 2. | 〈사랑오후 (Inst.)〉       |        | 오준성 | 어반 자카파    | 3:56      |

### Part.3
| #  | 제목                    | 작사         | 작곡   | 재생 시간 |
| -- | ----------------------- | ------------ | ------ | --------- |
| 1. | 〈Never Cry〉 (E.D.E.N) | 기범, 김동혁 | 김동혁 | 4:12      |

### Part.4
| #  | 제목                                     | 작사           | 작곡   | 재생 시간 |
| -- | ---------------------------------------- | -------------- | ------ | --------- |
| 1. | 〈차가운 커피〉 (보이스맨)               | 오준성, 은종태 | 오준성 | 4:18      |
| 2. | 〈차가운 커피 (Guitar Ver.)〉 (보이스맨) |                | 오준성 | 4:18      |

## 동시간대 드라마
- MBC 월화드라마

《마의》 (2012년 10월 1일 ~ 2013년 3월 25일)
- SBS 월화드라마

《야왕》 (2013년 1월 14일 ~ 2013년 4월 2일)